# Skade
Skade est un personnage du cycle de fiction des Inhibiteurs d’Alastair Reynolds.
Elle est un conjoineur « dernière génération », bénéficiant des dernières technologies d’implant et d’amélioration neurale de cette faction de l’Humanité. En contrepartie, elle est plus proche d’une machine, ignorant certains sentiments humains, que d’autre conjoineur tels que Remontoir ou Nevil Clavain.
Skade apparait dans L'Arche de la rédemption, le troisième volet du cycle, elle est alors aux côtés de Clavain.